# Newquay
Newquay (AFI [nju'ki:]) és una població a la costa nord de Cornualla a l'Atlàntic.
És una destinació popular entre els surfistes.
A prop té l'aeroport de Newquay (codi IATA: NQY).

## Fills il·lustres
- William Golding (1911 - 1993) escriptor, Premi Nobel de Literatura de l'any 1983.